# Down Among the Sheltering Palms
Down Among the Sheltering Palms è un film statunitense del 1953 diretto da Edmund Goulding.
È un film musicale a sfondo romantico con protagonisti William Lundigan, Jane Greer e Mitzi Gaynor. È basato sul racconto Paradise With Serpent di Edward Hope.

## Produzione
Il film, diretto da Edmund Goulding su una sceneggiatura di Claude Binyon, Albert E. Lewin e Burt Styler con il soggetto di Edward Hope, fu prodotto da Fred Kohlmar per la Twentieth Century Fox Film Corporation e girato dal 19 febbraio all'ottobre del 1951. Il titolo di lavorazione fu Friendly Island.

## Distribuzione
Il film fu distribuito negli Stati Uniti nel 1953 al cinema dalla Twentieth Century Fox. È stato distribuito anche in Turchia con il titolo Neseler diyari.